# El rey malvado
El rey malvado es el segundo libro de la saga los habitantes del aire escrito por Holly Black. Fue publicado el 8 de enero de 2019.

## Sinopsis
| Género                  | Fantástico juvenil    | Fantástico juvenil    |
| Subgénero               | Literatura fantástica | Literatura fantástica |
| Idioma                  | Español               | Español               |
| Ilustrador              | Kathleen Jennings     | Kathleen Jennings     |
| Editorial               | Editorial Hidra       | Editorial Hidra       |
| Ciudad                  | Estados Unidos        | Estados Unidos        |
| País                    | Estados Unidos        | Estados Unidos        |
| Fecha de publicación    | 8 de enero de 2019    | 8 de enero de 2019    |
| Páginas                 | 336                   | 336                   |
| Los habitantes del aire |                       |                       |
| El rey malvado          |                       |                       |

Los hechos que ocurren en este libro son la continuación del libro el príncipe cruel, "Jude debe mantener a su hermano a salvo, y para ello se ha unido al rey malvado, Cardan, y se ha convertido en quien maneja realmente el poder de la corona. Navegar en un mar de traiciones políticas constantes ya es lo bastante complicado, pero Cardan es, encima, terriblemente difícil de controlar. Hace todo lo que puede para minar a Jude, aunque su fascinación por ella permanece intacta. Cuando es evidente que alguien cercano a Jude planea traicionarla, lo que no solo pondrá en peligro su vida sino la de aquellos a los que más quiere, Jude deberá descubrir al traidor, luchar contra sus complejos sentimientos hacia Cardan y mantener el control de Faerie pese a ser mortal."